# Rhynchostele maculata
Rhynchostele maculata är en orkidéart som först beskrevs av Juan José Martinez de Lexarza, och fick sitt nu gällande namn av Soto Arenas och Gerardo A. Salazar. Rhynchostele maculata ingår i släktet Rhynchostele och familjen orkidéer.

## Underarter
Arten delas in i följande underarter:
- R. m. perotensis
- R. m. maculata
- R. m. oestlundiana

## Bildgalleri

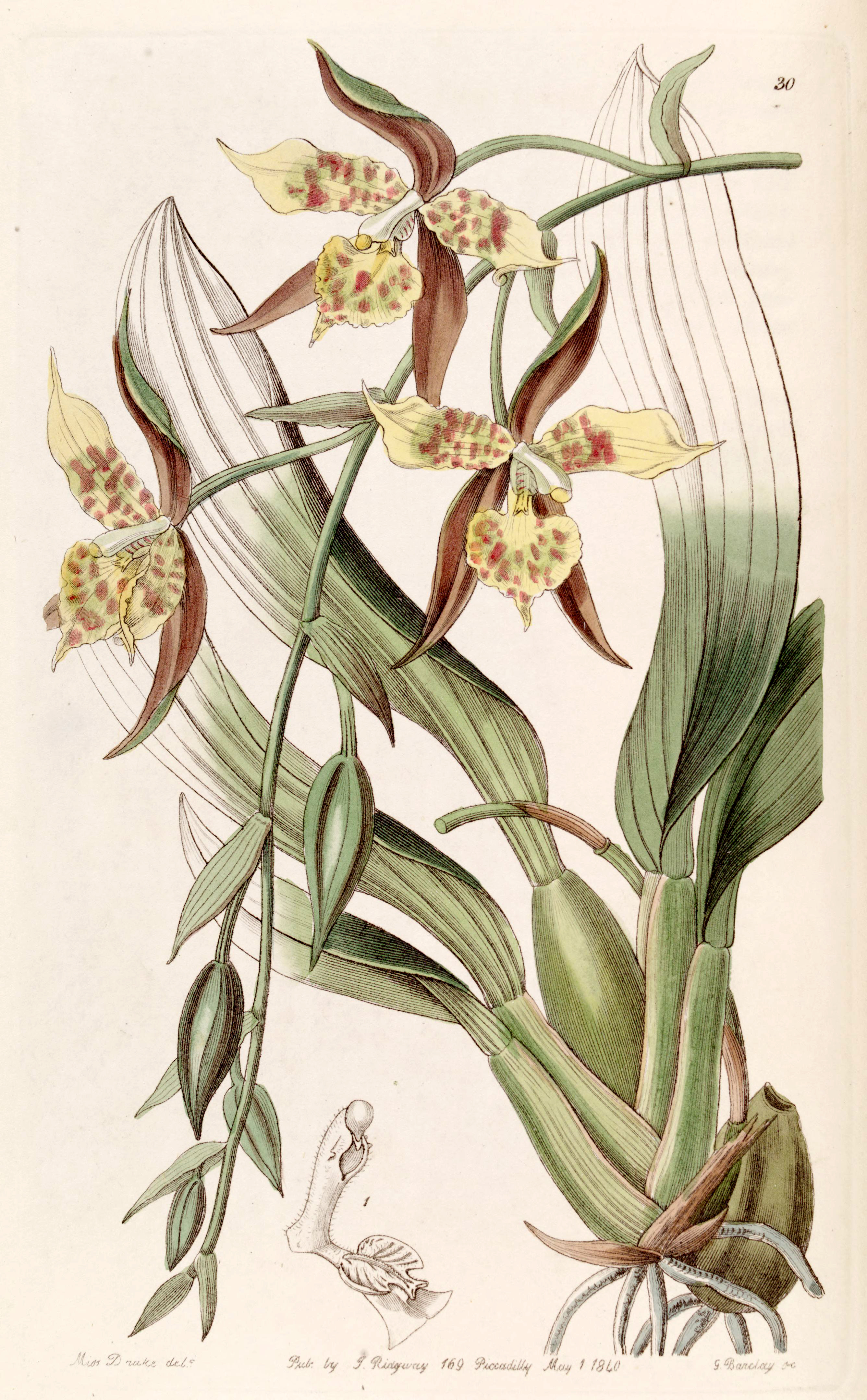
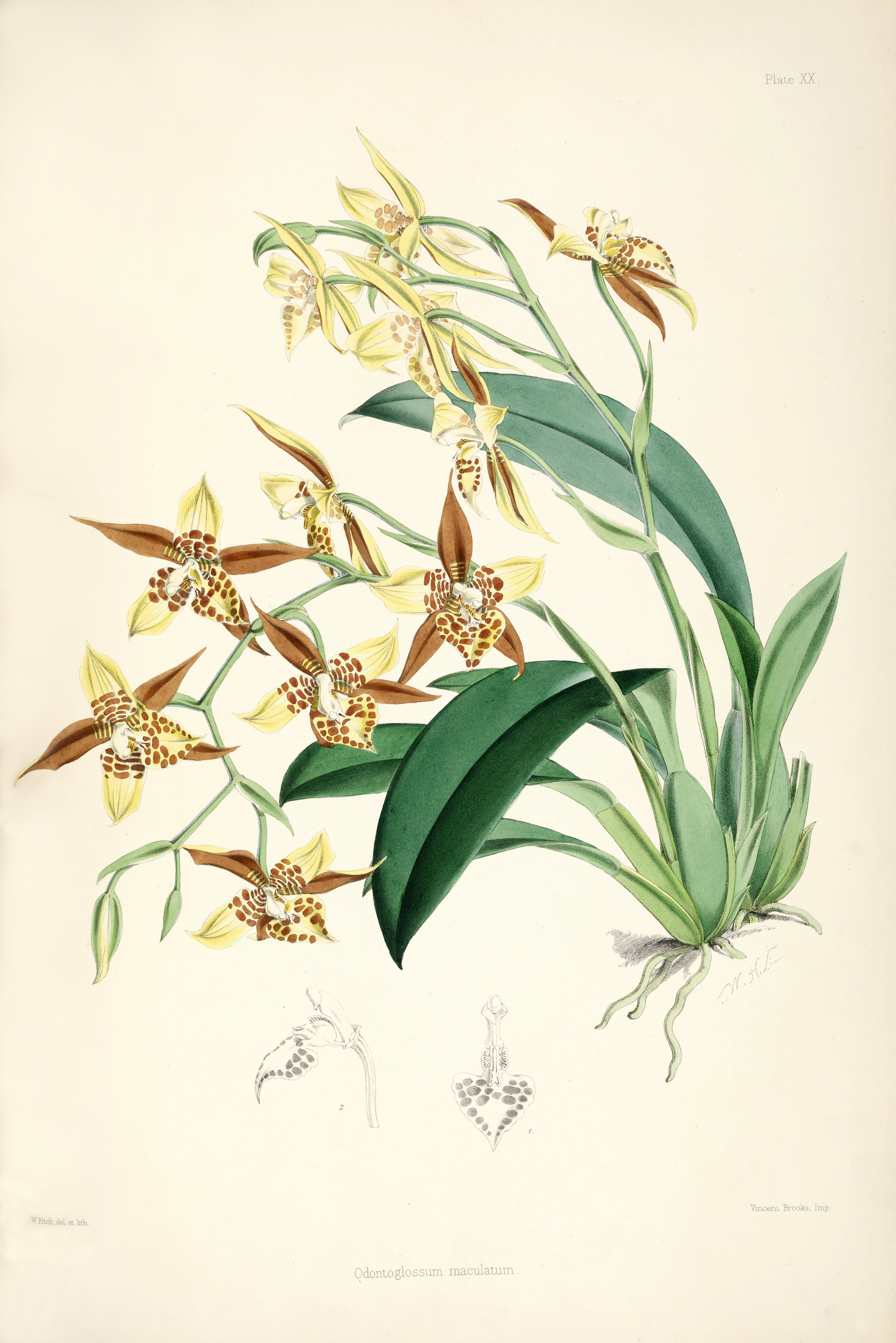